# Gledanje u ambis
Gledanje u ambis je strip epizoda Dilana Doga objavljena u Srbiji u svesci #199. u izdanju Veselog četvrtka. Na kioscima se pojavila 11. maja 2023. Koštala je 350 dinara (2,9 €; 3,3 $). Imala je 94 strane.

## Originalna epizoda
Originalna epizoda pod nazivom Scrutando nella'abisso objavljena je premijerno u #408. regularne edicije Dilana Doga u Italiji u izdanju Bonelija. Izašla je 29. jula 2020. Koštala je 4,9 €. Scenario je napisao Marki Soldi, a epizodu nacrtao Điđi Simeoni. Naslovnu stranu nacrtao Điđi Kavenago.

## Kratak sadržaj
London potresa serija brutalnih ubistava starijih ljudi koji vreme provode posmatajući gradilišta i radove koji se izvode na njemu (work-watchers). Policija je nemoćna, te Blok predlaže da se u istragu uključi i Dilan. On odlazi da se sretne sa Grejdijem, starijim čovekom, koji tvrdi da je poznavao ubijene. Ubistva starijih ljudi koji posmatraju gradilišta nastavljaju da se dešavaju, često u deliću sekunde, kada ljudi trepnu. Ovo navodi Dilana da istraži fenomen treptanja i stvari koje mogu da se dese u deliću sekunde. Tenzija se podiže kada Dilan saznaje da je starac Grejdi isekao svoje očne kapke da nikada ne bi trepunuo. U tom trenutku počinje da sumnja da se ne radi o serijskom ubici, već dubljoj ljudskoj traumi. Kada stiže sam na gradilište u sred noći Dilan igra dečju igru „Crveno svetlo, zeleno svetlo“ u kojoj mu se dok žmuri, umesto dece približavaju, monstrumi.

## Inspiracija Jungovom teorijom sinhroniciteta
Epizoda se naslanja teoriju sinhroniciteta K. G. Junga (izložene u knjizi Synchronicity: An Acausal Connecting Principle iz 1952) po kojoj se više koincidencija dešava u deliću sekunde koje ne možemo objasniti konvencionalnim uzročno-posledičnim vezama. Trenuci sinhroniciteta izgledaju kao da postoji neka skrivena svrha ili veza između tvojih misli i događaja u svetu.

## Lik Džona Grejdija
Dilan upoznaje Džoa Grejdija posmatrača gradilišta zainteresovanog za jungovu ideju sinhroniciteta. Grejdi lik nije samo običan stariji čovek koji posmatra gradilišta, već se otkriva kao vojnik pripadnik nevidljive vojske koja se bori protiv strašnih bića koja izgledaju kao da su izašla iz Lovekraftove mašte. Grejdi se ponovo pojavljuje u epizodi Gli infernauti iz 2022. godine.

## Povratak tradicionalnom liku Dilana
Epizoda obnavlja odnos Gruča i Dilana kroz čitav niz tradicionalnih verbalnih razmena, te vraća u scenario tipičan način Silanove istrage, koji je izbačen iz serijala dolaskom Rekionija 2013. na mesto urednika serijala.

## Nastavak epizode
Epizoda dobija svoj nastavak u #434 originalne edicije pod nazivom Gli infernauti, koja je u Italiji izašla u novembru 2022. god. U Srbiji se njen izlazak očekuje u okviru regularne edicije u leto 2025. godine.

## Prethodna i naredna epizoda
Prethodna sveska je nosila naslov Entitet (#198), a naredna Povratak u mrak (#200).